# Fletcher Trust Building
El Fletcher Trust Building, oficialmente conocido como Hilton Garden Inn Indianapolis Downtown, es un hotel de gran altura en la ciudad de Indianápolis, la capital del estado de Indiana (Estados Unidos). Tiene 16 pisos y 66 m de altura, y actualmente es el vigésimo segundo edificio más alto de la ciudad. La estructura se completó en 1915. Alberga actualmente una sucursal de Hilton Garden Inn. 

## Historia
El arquitecto Electus D. Litchfield originalmente ganó el concurso de diseño para el edificio, pero luego fue reemplazado por el arquitecto local Arthur Bohn de Vonnegut & Bohn, quien supervisó el trabajo de diseño y construcción de la firma Holabird & Roche de Chicago. El edificio sirvió como torre de oficinas desde su finalización en 1916 hasta 1992, cuando la estructura fue desocupada por su último inquilino comercial, Bank One.
En 1996 se sometió a una renovación en un hotel y volvió a abrir como el Ramada Waterbury Indianapolis Hotel a fines de 1996. La estructura fue renovada nuevamente en 2003 y posteriormente reabierta como un hotel Hilton Garden Inn de 188 habitaciones. 
Según el Indianapolis Business Journal, el Hilton Garden Inn Indianapolis Downtown tiene 100 empleados a tiempo completo y se renovó por última vez en 2018. A partir de 2020, una opción de comedor estaba ubicada en el hotel, incluido el Garden Grille & Bar.